# Péter Veress
Péter Veress (* 1. Juni 1928 in Gyimesközéplok, Kreis Harghita, Siebenbürgen, Rumänien) ist ein ehemaliger ungarischer Diplomat und Politiker der Ungarischen Sozialistischen Arbeiterpartei MSZMP (Magyar Szocialista Munkáspárt), der unter anderem von 1974 bis 1979 Botschafter in Frankreich sowie zwischen 1979 und 1987 Außenhandelsminister war.

## Leben
Der aus einer armen Bauernfamilie stammende Veress trat nach einem Studium an einer Staatlichen Fachhochschule für Wirtschaft und Handel (Üzemgazdasági és Kereskedelmi Főiskolá) 1950 als Referent in das staatliche Außenhandelsunternehmen Technoimpex Külkereskedelmi Vállalat, ehe er 1958 als Mitarbeiter in das Außenhandelsministerium wechselte. Kurz darauf wurde er 1958 Mitarbeiter an der Handelsvertretung in Damaskus sowie anschließend Leiter der Handelsvertretung in Tel Aviv-Jaffa. Nach seiner Rückkehr 1962 wurde er zuerst stellvertretender Leiter sowie später Leiter einer Abteilung im Außenhandelsministerium.
Nachdem Veress vom 15. März 1971 bis zum 26. November 1974 Vize-Minister für Außenhandel war, erhielt er seine Akkreditierung als Botschafter der Volksrepublik Ungarn in Frankreich und bekleidete dieses Amt bis zum 30. März 1979.
Am 30. März 1979 wurde Veress als Nachfolger von József Bíró zum Außenhandelsminister (Külkereskedelmi  Miniszter) in das Kabinett von Ministerpräsident György Lázár berufen und übte diese Funktion auch in der darauf folgenden Regierung von Ministerpräsident Károly Grósz bis zum 16. Dezember 1987 aus. Während dieser Zeit wurde er am 27. März 1980 auf dem XII. Parteikongress zum Mitglied des Zentralkomitees (ZK) der MSZMP gewählt und gehörte diesem bis zum 22. Mai 1988 an. In seiner Funktion als Außenhandelsminister besuchte er mehrmals die DDR zur Zeit der Leipziger Herbstmesse, und zwar unter anderem im September 1979 zu einem Gespräch mit dem Minister für Außenhandel der DDR, Horst Sölle, im September 1983 zu einem Gespräch mit Werner Jarowinsky, Kandidat des Politbüros und Sekretär des ZK der SED, sowie zusammen mit dem Botschafter in der DDR, Béla Szalai, im September 1984.
Nach der am 16. Dezember 1987 erfolgten Auflösung der bisherigen Ministerien für Außenhandel und für Binnenhandel und der damit verbundenen Zusammenlegung zu einem einheitlichen Handelsministerium fungierte er in der Regierung Grósz bis März 1988 als Kommissar in dem von József Marjai geleiteten Handelsministerium. Danach blieb er Berater der Regierung Grosz sowie vom 24. November 1988 bis zum 23. Mai 1990 auch der Regierung von Ministerpräsident Miklós Németh sowie außerdem von 1989 bis 1990 als Mitglied des Rates der Wirtschaftsberater (Világgazdasági Tanácsadó Testület).